# Pandemi
En pandemi (fra græsk pan – alle, demos – folk) eller global epidemi er en infektionssygdom, der påvirker mennesker og dyr i et stort geografisk område; en hel eller flere verdensdele. Udrykket "global pandemi" er således en pleonasme .[kilde mangler]
Ifølge Verdenssundhedsorganisationen WHO skal tre betingelser være opfyldt, før man kan tale om en pandemi:
- Introduktion af en for populationen hidtil ukendt sygdom.
- Smitten spredes til mennesker.
- Smitten spredes nemt blandt mennesker.

En sygdom er dermed ikke nødvendigvis en pandemi, blot fordi den er vidt udbredt – den skal også være smittefarlig. Virus og bakterier overføres let mellem mennesker og dyr, jvf zoonose. Kræft er eksempelvis ikke en pandemi, selvom den er vidt udbredt.
Fra den sorte død over SARS til COVID-19 har verden været udsat for et dusin pandemier. En FN-organisation for biodiversitet og økosystemer anslår i 2020 at der er 850 000 vira i verden, der kan forårsage fremtidige pandemier. Coronaviruspandemien COVID-19 vil ikke være den sidste pandemi. Nipahvirus anses for at kunne blive årsag til den næste pandemi.
Tidligere skulle der være et "enormt antal af døde eller syge" for at man kunne tale om en pandemi. Det er ikke længe tilfældet efter WHO's ændring af definitionen i maj 2009. 

## WHO's pandemifaser
I september 2005 udgav WHO en fornyet udgave af dens pandemiplan fra 1999. Årsagen til denne nye udgave er den tiltagende globale spredning af fugleinfluenza af typen H5N1. Planen indeholder seks faser, der hver beskriver et stadie på vejen til en pandemi. Alt efter hvordan smittesituationen ser ud globalt, bliver det tilhørende mål til den aktuelle fase søgt opfyldt.
| Fase | Mål |
| --- | --- |
| Fase 1 Ingen nye influenzatyper er konstateret i mennesker. Der kan dog være virus til stede blandt dyr. Hvis der er nye influenzatyper til stede i dyr, betragtes risikoen for smittespredning til mennesker stadig som lav.       | Styrkelse af parathed over for influenzapandemi på globalt, regionalt og nationalt plan. |
| Fase 2 Ingen nye influenzatyper er konstateret i mennesker. Der cirkulerer dog en influenzatype blandt dyr, som kan udgøre en betragtelig risiko for mennesker.                                                                     | Minimering af risokoen for spredning til mennesker. Det vil sige registrering og rapportering af eventuelle tilfælde af spredning af smitte til mennesker.                                             |
| Fase 3 Mennesker er smittet med en type af fugleinfluenza, men der forekommer ingen eller kun meget sjældne tilfælde af videregivelse af smitte fra menneske til menneske.                                                          | Sikring af hurtig karakteristik af nye virustyper og tidlig registrering, rapportering og reaktion på yderligere tilfælde.                                                                             |
| Fase 4 Små områder med begrænset smitte fra menneske til menneske forekommer, men smitten er i høj grad lokal, hvilket tyder på, at virus kun i ringe grad er tilpasset mennesker.                                                  | Hold nye typer af virus inden for de begrænsede områder og forsink spredningen af smitten for at vinde tid til igangsætning af modreaktioner, herunder udvikling af vaccine.                           |
| Fase 5. Større områder med smitte, men smitte mellem mennesker er stadig kun lokalt forekommende, hvilket tyder på, at virus bliver stadigt mere tilpasset mennesker, selvom det stadig ikke fuldt ud overførbart mellem mennesker. | Forøgelse af indsatsen for at holde virus inden for områderne med udbrud og tilstræb fortsat forsinkelse af spredningen. Dette skal afværge en pandemi og vinde tid til igangsætning af modreaktioner. |
| Fase 6 Pandemi indtruffen: Forøget og vedblivende spredning til den brede befolkning. | Formindsk virkningerne af pandemien. |